# Personne politiquement exposée
Une personne politiquement exposée, ou PPE en abrégé, est un terme décrivant une personne exerçant (ou ayant exercé) une haute fonction publique, ou qui est intimement associée à une telle personne. Du fait de cette fonction et de l’influence qu’elle peut avoir, on postule qu'il y a un risque qu’une PPE soit impliquée dans la corruption. En raison des risques associés aux PPE, les recommandations du Groupe d'action financière (GAFI) exigent l’application de mesures supplémentaires de LCB/FT aux relations d’affaires avec les PPE. Ces exigences sont de nature préventive et ne doivent pas être interprétées comme signifiant que tous les PPE sont impliqués dans de la criminalité financière. 
Des millions de personnes de par le monde occupent des fonctions politiquement exposées, sans parler des entités associées et ces données dynamiques évoluent en permanence, il est donc important de connaître les risques qu’ils encourent. Ce travail de filtrage et de surveillance des PPE peut être fait manuellement, mais pour faire un criblage plus précis, il est recommandé d'utiliser des technologies intelligentes en matière de collecte d’informations, permettant de découvrir et de surveiller en temps réel les personnes politiquement exposées ainsi que les membres de leur famille et proches associés. 
La désignation « personne politiquement exposée » remonte à l'« affaire Abacha » qui défraya la chronique de la fin des années 1990. Sani Abacha était un dictateur nigérian qui organisa avec les membres de sa famille et ses proches un réseau de vol massif de fonds publics du Nigéria. Le montant de ce pillage était estimé à plusieurs milliards d’euros entreposés dans des comptes bancaires au Royaume-Uni et en Suisse. 
En 2001, afin de récupérer l’argent ainsi volé, le gouvernement nigérian qui succéda au régime d’Abacha ouvrit une enquête judiciaire dans plusieurs pays européens, y compris en Suisse auprès de l’Office fédéral de la police (OFP). Dans le cadre de cette entraide judiciaire diligentée par la Suisse auprès de plus de soixante institutions bancaires, émergea le concept de « personne politiquement exposée », qui fut finalement inclus dans la Convention de l'ONU contre la corruption de 2003,,.